# Vom alten Proteus
Vom alten Proteus. Eine Hochsommergeschichte ist eine Erzählung von Wilhelm Raabe, die Anfang 1875 entstand und 1879 in Braunschweig erschien. Der zu den „Krähenfelder Geschichten“ gehörige Text war bereits im Winter 1875/1876 in Westermanns Monatsheften abgedruckt worden.

## Inhalt
Der Assessor Hilarion Abwarter, der in Leipzig, Bonn und Berlin studiert hat, und die 19-jährige Ernesta, Tochter eines Kommerzienrates, lieben sich. Dem jungen Glück stehen zwei alte Herren im Wege. Ernesta kann nur erben, wenn sie ihrem Onkel, dem Baron Philibert Püterich, gehorcht und dessen guten Freund von Magerstedt heiratet. Der Baron wird von seinem Freunde erpresst. Püterich, ein grauer höhnisch-kalter Heimtücker, ist bei Magerstedt, einem ehemals aus seinem Regiment unehrenhaft entlassenen Offizier, verschuldet.
Einst, vor dreißig Jahren, hatte Rosa von Krippen den Baron unglücklich geliebt und war an gebrochenem Herzen gestorben. Der Geist des Fräulein Rosa, in der Stubenwand hinter der Tapete des Barons gefangen gehalten, kann sich, beflügelt durch seine Empörung über die Machenschaften der zwei alten Männer, vorübergehend frei machen, fliegt zu dem Liebespaar und setzt dieses ins Bild. Hilarion und Ernesta erfahren aus dem Munde der übernatürlichen Erscheinung auch noch, ein gewisser Einsiedler Konstantius, tief im Walde vor den Toren der Stadt hausend, wisse Abhilfe.
Trotz fehlender weiterer Informationen macht sich das Liebespaar an einem der heißesten Julinachmittage des Jahres in einer gemieteten Kutsche auf den Weg. Als das junge Paar schließlich den von starken Zahnschmerzen geplagten Einsiedler findet, will der von Städtern nichts wissen. Das ändert sich, als er erfährt, wer die Besucher geschickt hat. Der Eremit hatte nämlich, einst einer der elegantesten Gardeoffiziere, die Verlobte seines Jugendfreundes Püterich unglücklich geliebt und dafür dreißig Jahre in der Waldwildnis gebüßt.
Nach dreißig Jahren verlässt Konstantius zum ersten Mal den Wald, um seinen Bankier zu sprechen. Zuvor sucht der Eremit den Schneider, Haarschneider, Zahnarzt und Fräulein Rosas Grab auf dem Sankt Jokosi Kirchhof auf. Darauf begibt er sich zu Püterich und lässt noch Magerstedt kommen. Der Eremit liest den beiden alten Freunden die Leviten. Magerstedt wird das junge Mädchen nicht zur Frau bekommen. Der Geist von Fräulein Rosa, wieder hinter der Stubentapete, hört mit und frohlockt: „O werde du mir nur erst ganz zum Geist, Philibert!“

## Form
Vom Titel gebenden „Tausendkünstler Proteus“ ist lediglich an einer einzigen Stelle – am Ende der letzten Seite der Erzählung – die Rede. Goldammer und Richter gehen näher auf Raabes Intention und Quellen ein. Die zeitgenössische Literaturkritik erscheint in dem Zusammenhang als ratlos beziehungsweise desinteressiert. Zu Raabes Lebzeiten wurde keine erwähnenswerte Besprechung des Textes bekannt. Das ist eigentlich schwer verständlich. Hatte doch der Autor seine „Krähenfelder Geschichten“ anfangs mit „Vom alten Proteus“ betitelt.

## Selbstzeugnis
- Am 18. Februar 1892 an Edmund Sträter (Magdeburg): „Der ‚Alte Proteus‘ ist in der Tat eine gute Wochenbettslektüre. Ich freue mich, daß die Frau Gemahlin darüber hat lachen können.“[9]

## Rezeption
- Sprengel[10] trifft mit dem Prädikat „Sommernachtstraum-Spukgeschichte“.
- Konfrontiert werde die Geisterwelt mit dem Alltag. Daraus entstehe Humor.[11]
- Weiter führende Arbeiten nennen von Studnitz[12] (Hugo Aust: Gedanken zur Glaubwürdigkeit eines Realisten) und Fuld[13] (Wilhelm Brandes anno 1915).
- Meyen[14] gibt zwanzig Besprechungen an.

### Erstausgabe
- Krähenfelder Geschichten. Von Wilhelm Raabe. Westermann, Braunschweig 1879 (Zum wilden Mann. Höxter und Corvey. Eulenpfingsten. Frau Salome. Die Innerste. Vom alten Proteus)[15]

### Verwendete Ausgabe
- Vom alten Proteus. S. 383–472 in: Peter Goldammer (Hrsg.), Helmut Richter (Hrsg.): Wilhelm Raabe. Ausgewählte Werke in sechs Bänden. Band 5: Der Dräumling. Zum Wilden Mann. Frau Salome. Vom alten Proteus. Horacker. Wunnigel. 884 Seiten. Aufbau-Verlag Berlin und Weimar 1965 (Textgrundlage: Karl Hoppe (Hrsg.): die historisch-kritische Braunschweiger Ausgabe)

### Weitere Ausgaben
- Vom alten Proteus. Eine Hochsommergeschichte von Wilhelm Raabe. 85 Seiten. Insel, Wiesbaden 1953, Nr. 574
- Vom alten Proteus. Eine Hochsommergeschichte. S. 197–289. Mit einem Anhang, verfasst von Hans Butzmann, S. 523–539 in Hans Butzmann (Bearb.), Hans Oppermann (Bearb.): Frau Salome. Die Innerste. Vom alten Proteus. Horacker. Vandenhoeck & Ruprecht, Göttingen 1969. Bd. 12 (2. Aufl., besorgt von Karl Hoppe und Hans Oppermann), ohne ISBN in Karl Hoppe (Hrsg.), Jost Schillemeit (Hrsg.), Hans Oppermann (Hrsg.), Kurt Schreinert (Hrsg.): Wilhelm Raabe. Sämtliche Werke. Braunschweiger Ausgabe. 24 Bde.